# エンツォ・ボナフェ
エンツォ・ボナフェ （伊: Enzo Bonafe）はイタリアの靴職人。および彼による紳士靴ブランド。

## 概要
創業者エンツォ・ボナフェは、イタリア靴の名門ア・テストーニ (A.TESTONI) で修行を積み、1963年にボローニャで創業した。
ボナフェがイタリアという国の誇りであるのは、その靴作りの姿勢においてイタリア大統領が同ブランドを称え表彰した事実からも判る。
ボナフェの靴はひとことで言えば「品質重視主義」の靴。勿論どの紳士靴ブランドでも当たり前のことではあるが、この言葉を理念に、熟練の職人が、あらゆる箇所の細部までにこだわり手を抜かず一足を完成させる。
ボナフェの品質重視とは、履き心地やフィッティングといったものだけを指すものではなく、デザインにも同様のこだわりを見せている。